# 第90屆奧斯卡金像獎
第90屆奧斯卡金像獎（英語：90th Academy Awards）是美国电影艺术与科学学会為表彰2017年度傑出電影所頒發的獎項，頒獎典禮訂於2018年3月4日在加州洛杉矶好莱坞的杜比剧院舉行，共计颁发了24个类别的奥斯卡金像奖（也称「学院奖」）。頒獎典禮由美國廣播公司轉播。吉米·坎摩爾繼上年第89屆奧斯卡金像獎後再度接下主持棒，该届奥斯卡颁奖典礼是继1974年第46届奥斯卡金像奖颁奖典礼以来收视率最低的一届。

## 入圍及得獎名單
提名名單於太平洋时间2018年1月23日上午5點22分（UTC13点22分）。在加利福尼亞州貝弗利山塞缪尔·戈尔德温剧院公布，由演員安迪·瑟克斯和蒂芬妮·哈戴許公布提名。《水底情深》以13項提名領跑，《敦克爾克大行動》則以8項緊隨其後。

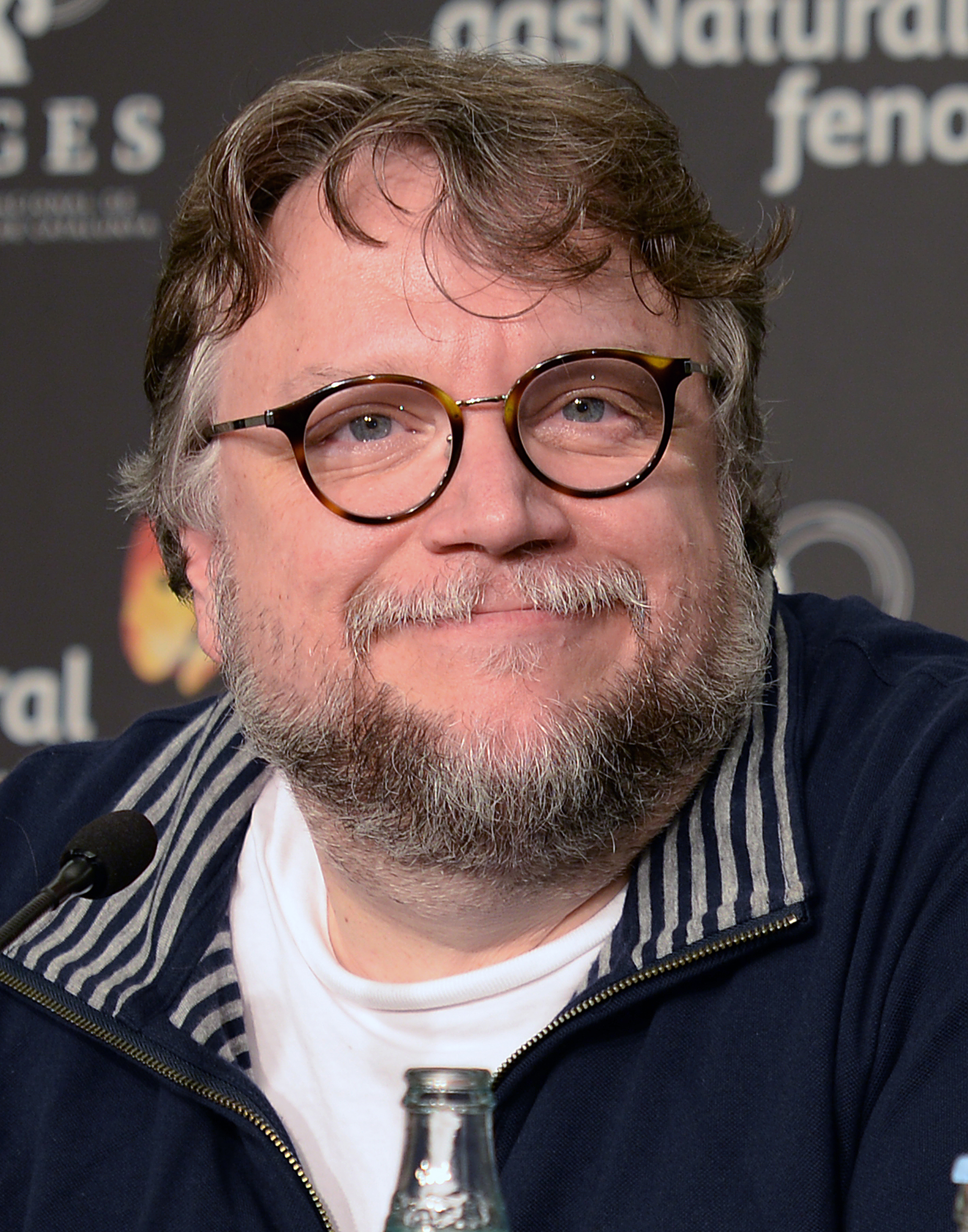
吉勒摩·戴托羅，最佳導演得主

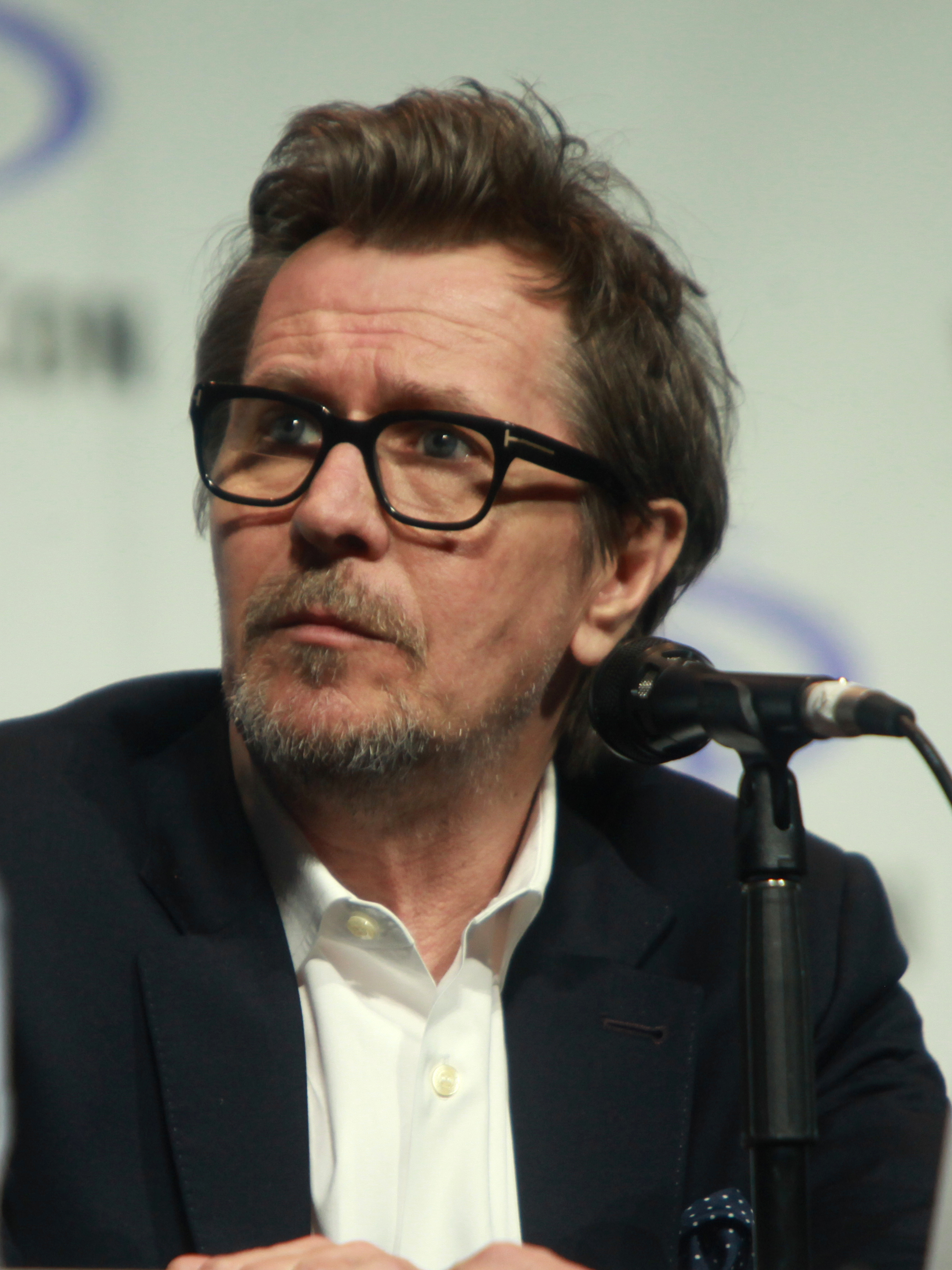
蓋瑞·歐德曼，最佳男主角得主

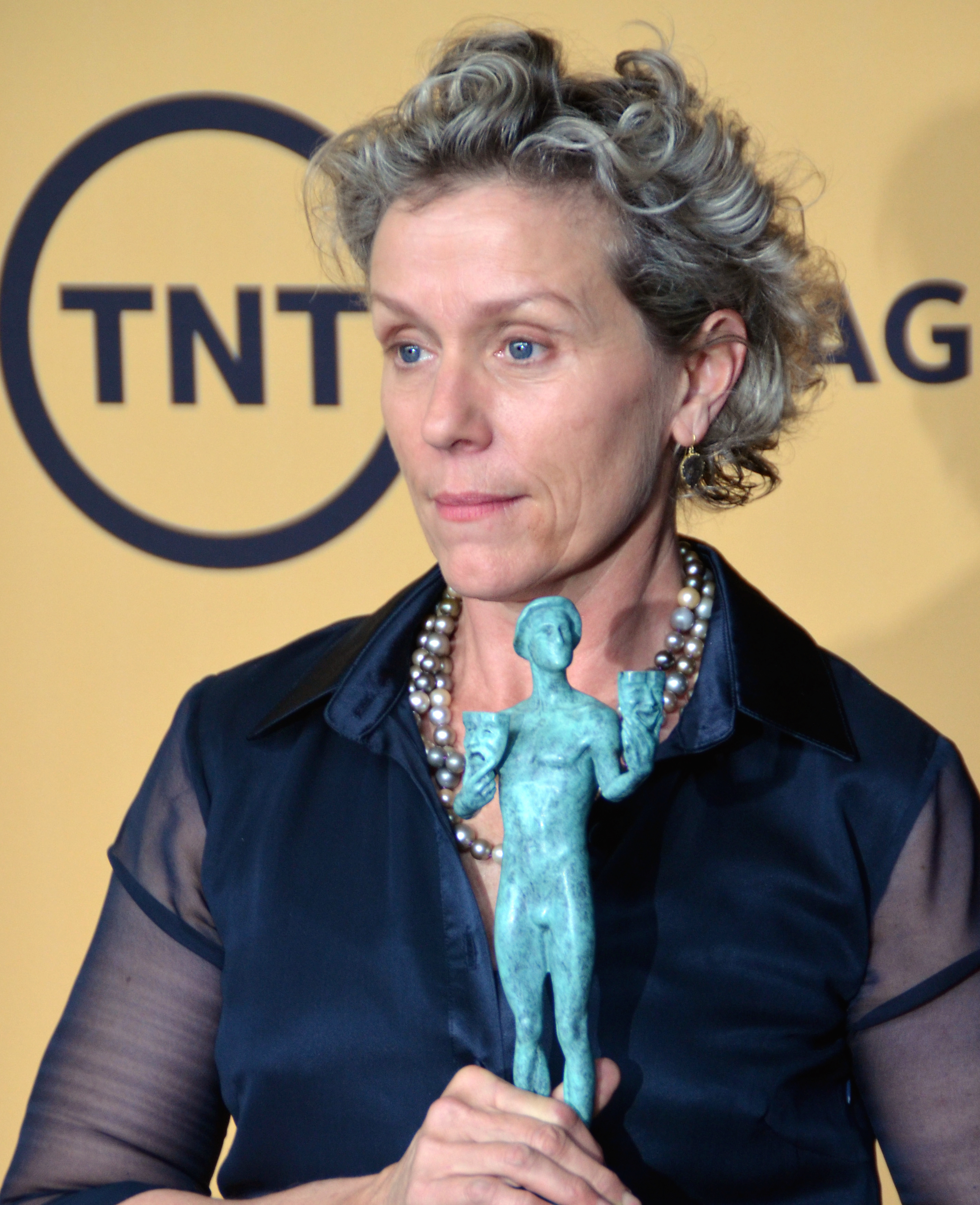
法蘭西絲·麥朵曼，最佳女主角得主

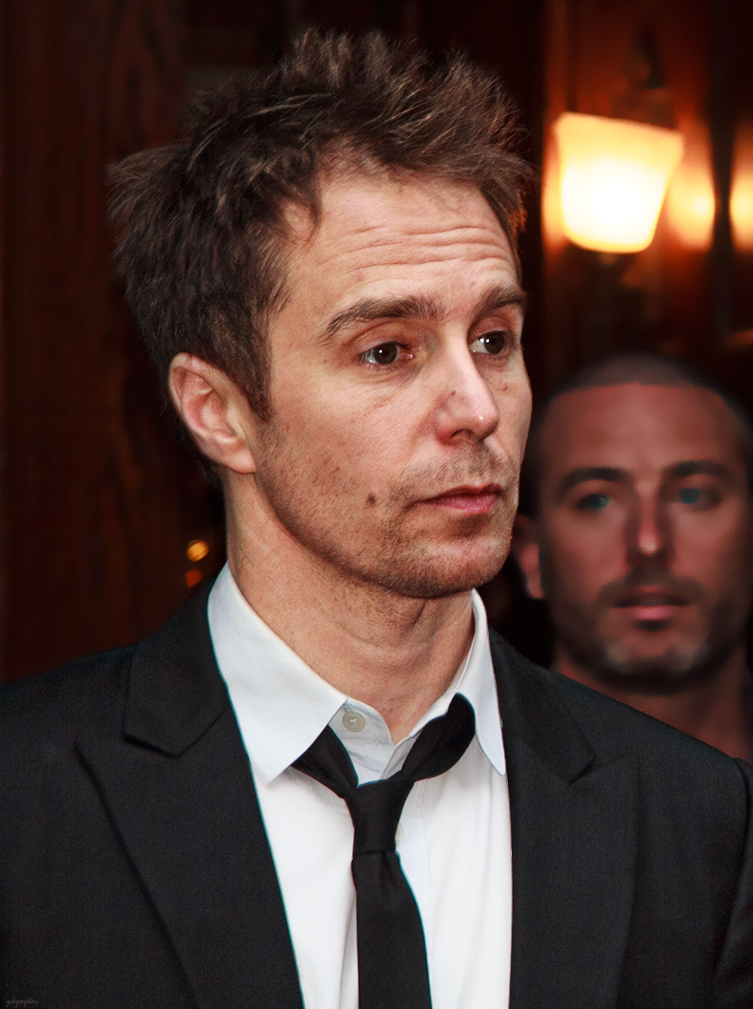
山姆·洛克威爾，最佳男配角得主

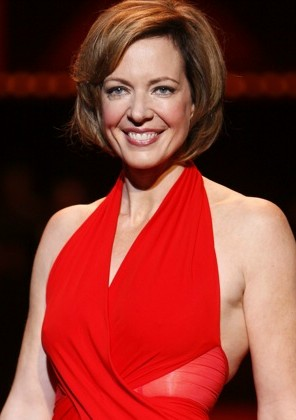
艾莉森·珍妮，最佳女配角得主

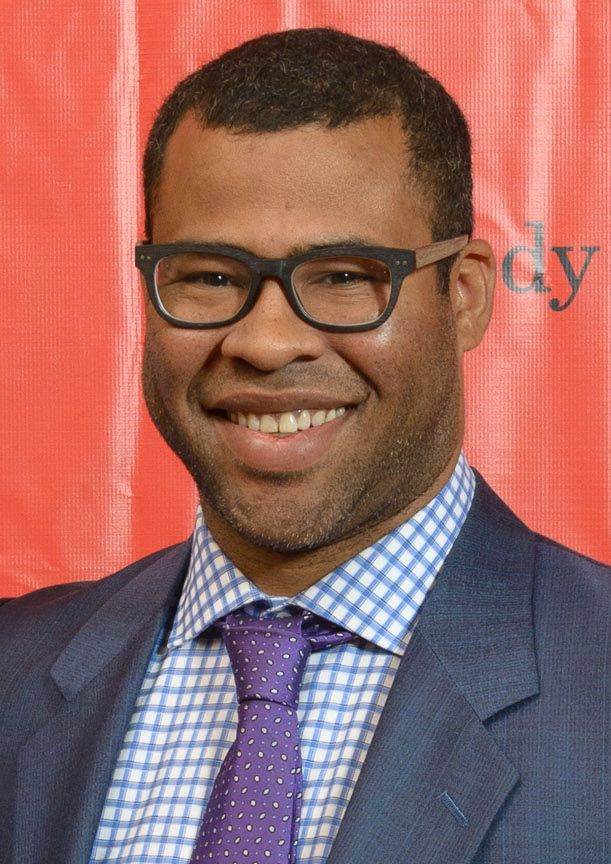
喬登·皮爾，最佳原創劇本得主

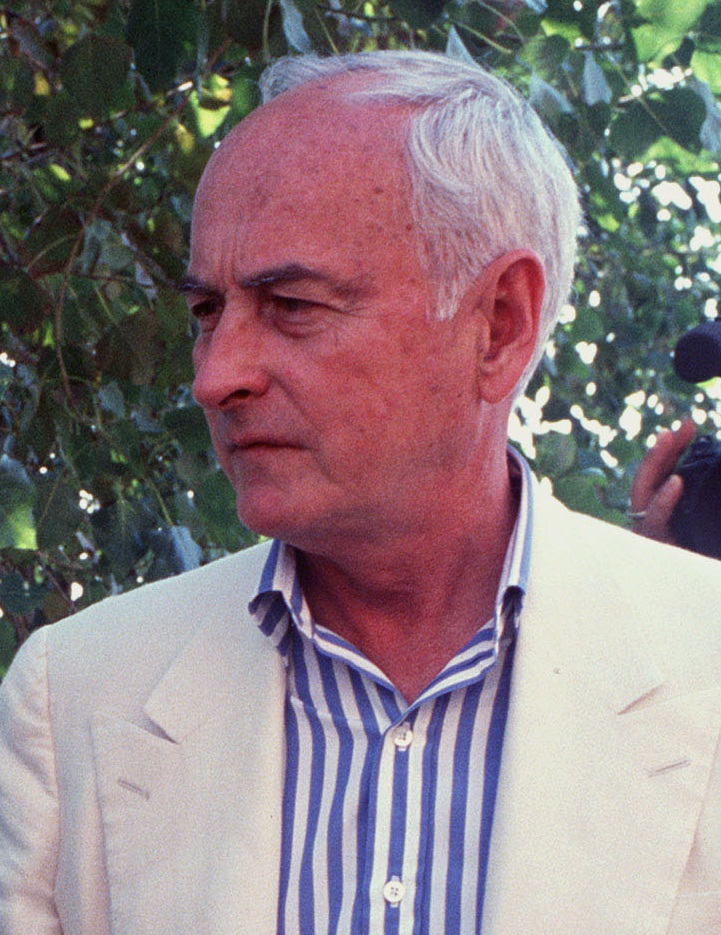
詹姆士·艾佛利，最佳改編劇本得主

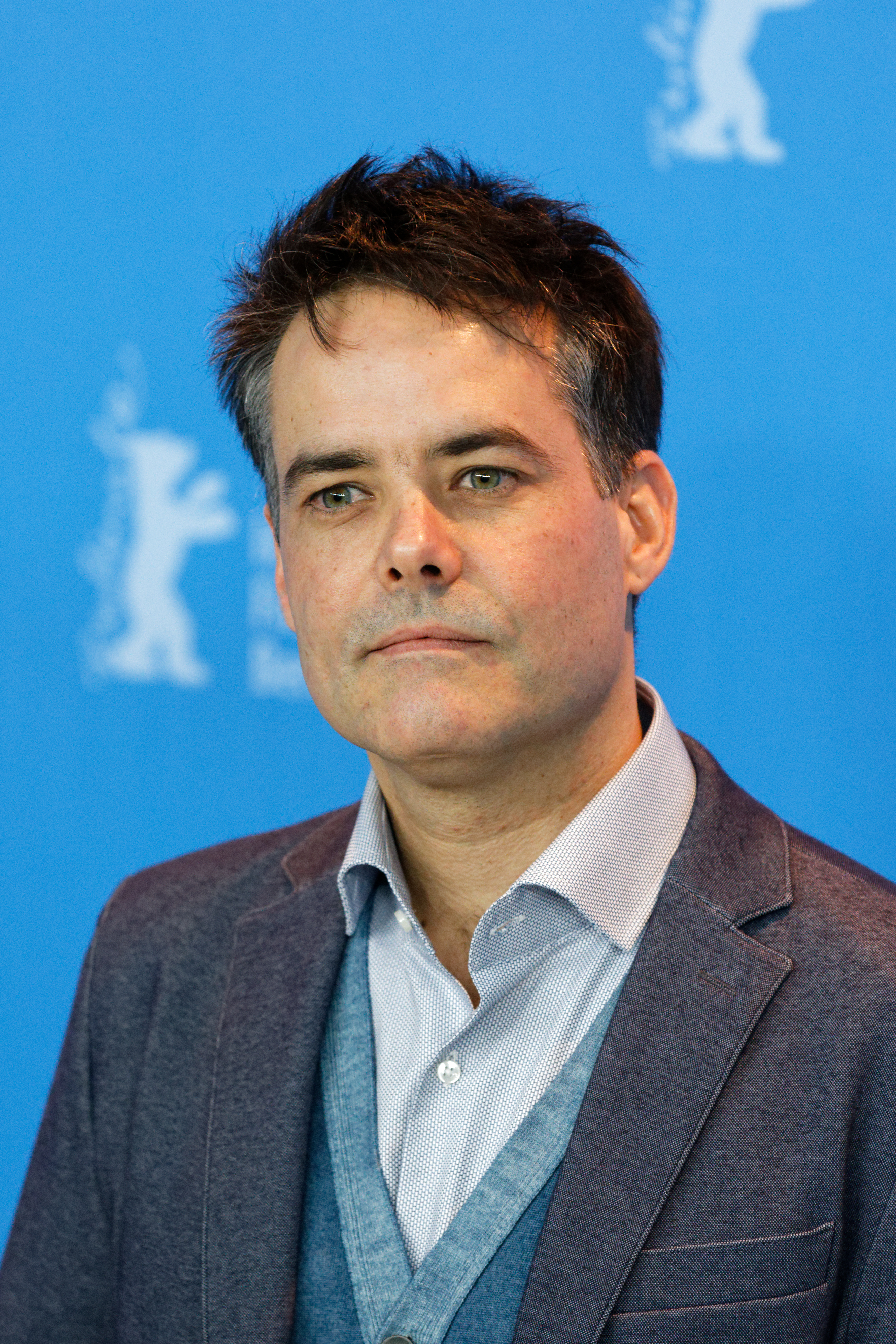
賽巴斯蒂安·雷里奧，最佳外語片得主

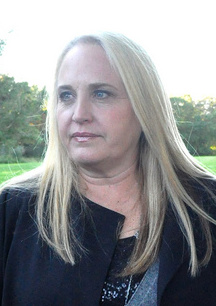
達拉·K·安德森，最佳動畫長片共同得主

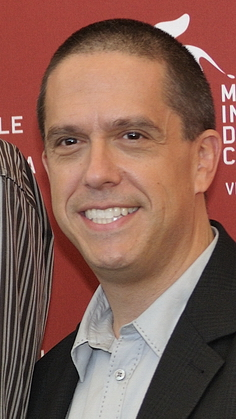
李·安克里奇，最佳動畫長片共同得主

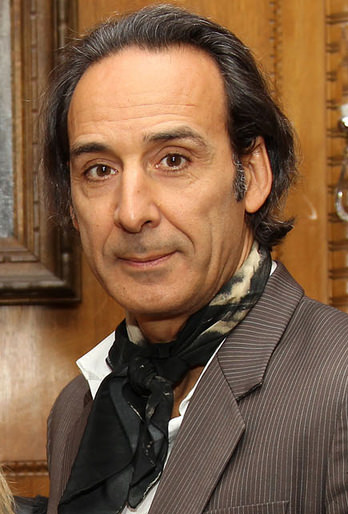
亚历山大·德斯普拉，最佳原創音樂得主

### 獎項
注：得獎者將以標示。
| 最佳影片 | 最佳导演 |
| --- | --- |
| - 《水底情深》 - 《以你的名字呼喚我》 - 《最黑暗的時刻》 - 《敦克爾克大行動》 - 《逃出絕命鎮》 - 《淑女鳥》 - 《霓裳魅影》 - 《郵報：密戰》 - 《三块广告牌》 | - 《水底情深》：吉勒摩·戴托羅 - 《敦克爾克大行動》：克里斯多福·諾蘭 - 《逃出絕命鎮》：喬登·皮爾 - 《淑女鳥》：葛莉塔·潔薇 - 《霓裳魅影》：保羅·湯瑪斯·安德森 |
| 最佳男主角 | 最佳女主角 |
| - 《最黑暗的時刻》：蓋瑞·歐德曼 - 《以你的名字呼喚我》：提摩西·夏勒梅 - 《逃出絕命鎮》：丹尼爾·卡盧亞 - 《霓裳魅影》：丹尼爾·戴-路易斯 - 《羅曼律師》：丹佐·華盛頓                                                                                               | - 《三块广告牌》：法蘭西絲·麥朵曼 - 《水底情深》：莎莉·霍金斯 - 《老娘叫譚雅》：瑪格·羅比 - 《淑女鳥》：瑟夏·羅南 - 《郵報：密戰》：梅莉·史翠普 |
| 最佳男配角 | 最佳女配角 |
| - 《三块广告牌》：山姆·洛克威爾 - 《歡迎光臨奇幻城堡》：威廉·達佛 - 《三块广告牌》：伍迪·哈里遜 - 《水底情深》：李察·傑金斯 - 《金錢世界》：克里斯多夫·柏麥 | - 《老娘叫譚雅》：艾莉森·珍妮 - 《泥沼》：瑪麗·布萊姬 - 《淑女鳥》：蘿莉·麥凱佛 - 《霓裳魅影》：莱斯莉·曼维尔 - 《水底情深》：奧塔薇亞·史班森 |
| 最佳原創劇本 | 最佳改編劇本 |
| - 《逃出絕命鎮》——喬登·皮爾 - 《愛情昏迷中》——艾蜜莉·V·戈登和庫梅爾·南賈尼 - 《淑女鳥》－葛莉塔·潔薇 - 《水底情深》－吉勒摩·戴托羅和瓦內莎·泰勒 - 《三块广告牌》——馬丁·麥多納                                                                                    | - 《以你的名字呼喚我》 ：詹姆士·艾佛利，改編自安德列·艾席蒙的《以你的名字呼喚我》 - 《大災難家》：史考特·諾伊史達特及麥可·H·偉柏，改編自葛瑞·賽斯特羅和湯姆·比塞爾的《災難藝術家》 - 《羅根》：史考特·法蘭克、詹姆斯·曼高德和麥可·葛林，改編自馬克·米勒的《暮狼歸鄉》 - 《決勝女王》：艾倫·索金，改編自茉莉·布魯的《決勝女王》 - 《泥沼》：維吉爾·威廉斯和迪·里斯改編自希拉蕊·喬丹的《泥沼》 |
| 最佳动画长片 | 最佳外语片 |
| - 《可可夜總會》 - 《寶貝老闆》 - 《戰火下的小花》 - 《萌牛費迪南》 - 《梵谷：星夜之謎》 | - 《不思議女人》（ 智利） - 《夢鹿情緣》（ 匈牙利） - 《你只欠我一個道歉》（ 黎巴嫩） - 《抓狂美術館》（ 瑞典） - 《當愛不見了》（ 俄羅斯） |
| 最佳紀錄長片 | 最佳紀錄短片 |
| - 《伊卡洛斯》 - 《國寶銀行：小到可以進監獄》 - 《终守阿勒波》 - 《最酷的旅伴》 - 《堅強之島》 | - 《天堂大塞车》（Heaven is a Traffic Jam on the 405） - 《伊迪絲和艾迪》（Edith + Eddie） - 《毒鎮英雌》（Heroin(e)） - 《刀技》（Knife Skills） - 《停止交通》（Traffic Stop） |
| 最佳實景短片 | 最佳動畫短片 |
| - 《沉默的小孩》 - 《迪卡爾布小學》（DeKalb Elementary） - 《11時》（The Eleven O'Clock） - 《我的侄子埃米特》（My Nephew Emmett） - 《我們這些人》 | - 《親愛的籃球》 - 《歡迎光臨豪宅派對》 - 《失物招領》 - 《負空間》（Negative Space） - 《叛逆的童謠》 |
| 最佳原創音樂 | 最佳原創歌曲 |
| - 《水底情深》：亞歷山大·戴斯培 - 《敦克爾克大行動》：漢斯·季默 - 《霓裳魅影》：強尼·格林伍德 - 《STAR WARS：最後的絕地武士》：約翰·威廉斯 - 《三块广告牌》：卡特·伯韋爾                                                                                         | - 《可可夜總會》：《請記住我》 - 《以你的名字呼喚我》：《愛的奧秘》 - 《黑白正義》：《為某些事挺身而出》（Stand Up For Something） - 《泥沼》：《浩瀚之河》（Mighty River） - 《大娛樂家》：《我就是我》 |
| 最佳音效剪辑 | 最佳混音 |
| - 《敦克爾克大行動》——理查德·金和亞歷克斯·吉布森 - 《玩命再劫》——朱利安·斯萊特 - 《銀翼殺手2049》——馬克·曼基尼和西奧·格林 - 《水底情深》——內森·羅比蒂爾和尼爾森·費雷拉 - 《STAR WARS：最後的絕地武士》——馬修·伍德和倫·克斯                                       | - 《敦克爾克大行動》——马克·韦恩加滕、格雷格·兰德克和加里·瑞佐 - 《玩命再劫》——蒂姆·卡瓦金和瑪麗·H·埃利斯 - 《銀翼殺手2049》——羅恩·巴特利特、道格·亨普希爾和麦克·鲁斯 - 《水底情深》——克里斯蒂安·庫克、布拉德·佐爾和格倫·高蒂爾 - 《STAR WARS：最後的絕地武士》——大衛·帕克、迈克尔·斯曼内科、倫·克斯和斯图尔特·威尔逊                                                                         |
| 最佳美術設計 | 最佳摄影 |
| - 《水底情深》：保羅·德納姆·阿斯特貝里、沙恩·維埃和傑夫·梅爾文 - 《美女與野獸》：莎拉·格林伍德和凱蒂·斯賓塞 - 《銀翼殺手2049》：丹尼斯·蓋斯納和亞歷山德拉·克爾索拉 - 《最黑暗的時刻》：莎拉·格林伍德和凱蒂·斯賓塞 - 《敦克爾克大行動》：納森·克羅利和蓋瑞·費迪斯 | - 《銀翼殺手2049》：羅傑·狄金斯 - 《最黑暗的時刻》：布魯諾·戴邦奈爾 - 《敦克爾克大行動》：霍伊特·范霍特瑪 - 《泥沼》：蕾切爾·莫里森 - 《水底情深》：丹·羅斯特辛 |
| 最佳化妝與髮型設計獎 | 最佳服装设计 |
| - 《最黑暗的時刻》——辻一弘、大衛·馬林諾夫斯基和露西·西比克 - 《女王與知己》——丹尼爾·菲利普斯和盧·謝潑德 - 《奇蹟男孩》——阿爾揚·圖伊滕 | - 《霓裳魅影》——馬克·布里吉 - 《美女與野獸》——賈桂琳·杜倫 - 《最黑暗的時刻》——賈桂琳·杜倫 - 《水底情深》——路易斯·塞奎拉 - 《女王與知己》——康索拉塔·博伊爾 |
| 最佳剪辑 | 最佳视觉效果 |
| - 《敦克爾克大行動》：李·史密斯 - 《玩命再劫》：保羅·麥區利斯和喬納森·阿莫斯 - 《老娘叫譚雅》：塔蒂亞娜·S·里格爾 - 《水底情深》：西德尼·沃林斯基 - 《三块广告牌》：喬恩·格雷戈里                                                                                 | - 《銀翼殺手2049》：約翰·尼爾森、格爾德·奈夫薩、保羅·蘭伯特和理查德·R·胡佛 - 《星際異攻隊2》：克里斯托弗·湯森、蓋伊·威廉斯、喬納森·福克納和丹·蘇迪克 - 《金剛：骷髏島》：斯蒂芬·羅森巴姆、傑夫·懷特、斯科特·本薩和麥克·梅納爾德斯 - 《STAR WARS：最後的絕地武士》：本·莫里斯、麥克·穆赫蘭、尼爾·斯坎倫和克里斯·寇堡 - 《猩球崛起：終極決戰》：喬·萊特里、丹尼爾·巴雷特、丹·李蒙和喬爾·惠斯特 |

### 榮譽獎項
2017年11月11日，学院颁发第9届理事会奖。奧斯卡榮譽獎得奖名单如下：
- 查尔斯·伯内特（英语：Charles Burnett (director)）：美國導演，編劇，製片人，剪輯和攝影師[10]。
- 欧文·罗兹曼（英语：Owen Roizman）：美國攝影師[11]。
- 唐納·蘇德蘭：加拿大演員[12]。
- 安妮·華達：法國電影導演，編劇，剪輯和製片人[13]。

奧斯卡特別成就獎得獎名單如下：
- 阿利安卓·崗札雷·伊納利圖：因《肉與沙（英语：Flesh and Sand）》的虛擬實境獲獎[14][15]。

### 多項提名與獲獎
以下17部電影獲得多項提名：
| 提名數 | 作品                          |
| ------ | ----------------------------- |
| 13     | 《水底情深》                  |
| 8      | 《敦克爾克大行動》            |
| 7      | 《三块广告牌》                |
| 6      | 《霓裳魅影》                  |
| 6      | 《最黑暗的時刻》              |
| 5      | 《淑女鳥》                    |
| 5      | 《銀翼殺手2049》              |
| 4      | 《以你的名字呼喚我》          |
| 4      | 《逃出絕命鎮》                |
| 4      | 《泥沼》                      |
| 4      | 《STAR WARS：最後的絕地武士》 |
| 3      | 《玩命再劫》                  |
| 3      | 《老娘叫譚雅》                |
| 2      | 《美女與野獸》                |
| 2      | 《可可夜總會》                |
| 2      | 《郵報：密戰》                |
| 2      | 《女王與知己》                |

以下6部電影獲得多項大奖：
| 奖项数 | 片名               |
| ------ | ------------------ |
| 4      | 《水底情深》       |
| 3      | 《敦克爾克大行動》 |
| 2      | 《三块广告牌》     |
| 2      | 《可可夜總會》     |
| 2      | 《最黑暗的時刻》   |
| 2      | 《銀翼殺手2049》   |

## 頒獎及表演嘉賓
以下列個人及團體按出場順序排列：

### 頒獎嘉賓
| 姓名                                        | 角色                                           |
| ------------------------------------------- | ---------------------------------------------- |
| 薇拉·戴維絲                                 | 頒發最佳男配角                                 |
| 蓋爾·加朵 艾米·漢默                         | 頒發最佳化妝與髮型設計                         |
| 伊娃·瑪莉·桑特                              | 頒發最佳服裝設計                               |
| 蘿拉·鄧恩 葛莉塔·潔薇                       | 頒發最佳紀錄片                                 |
| 泰拉姬·P·漢森                               | 介紹最佳原創歌曲獎提名歌曲《浩瀚之河》         |
| 安索·艾格特 艾莎·岡薩雷                     | 頒發最佳音效剪辑和最佳混音                     |
| 露琵塔·尼詠歐 庫梅爾·南賈尼                 | 頒發最佳藝術指導                               |
| 艾赫尼奥·德伯兹                             | 介紹最佳原創歌曲獎提名歌曲《請記住我》         |
| 麗塔·莫瑞諾                                 | 頒發最佳外語片                                 |
| 馬赫夏拉·阿里                               | 頒發最佳女配角                                 |
| 馬克·漢米爾 奧斯卡·伊薩克 凱莉·瑪麗·陳 BB-8 | 頒發最佳動畫短片和最佳動畫長片                 |
| 丹妮耶拉·維加                               | 介紹最佳原創歌曲獎提名歌曲《愛的奧秘》         |
| 吉娜·羅德里奎 湯姆·赫蘭德                   | 颁发最佳视觉效果                               |
| 馬修·麥康納                                 | 頒發最佳剪輯                                   |
| 蒂芬妮·哈戴許 玛雅·鲁道夫                   | 頒發最佳紀錄短片和最佳實景短片                 |
| 戴夫·查普爾                                 | 介紹最佳原創歌曲獎提名歌曲《為某些事挺身而出》 |
| 莎瑪·海耶克 艾希莉·賈德 安娜貝拉·西歐拉     | 特別介紹電影與女性、有色人種、LGBT和移民       |
| 查德威克·鮑斯曼 瑪格·羅比                   | 頒發最佳改編劇本                               |
| 妮可·基嫚                                   | 頒發最佳原創劇本                               |
| 韋斯·斯塔蒂                                 | 特別介紹戰爭片                                 |
| 珊卓·布拉克                                 | 頒發最佳攝影                                   |
| 辛蒂亞                                      | 介紹最佳原創歌曲獎提名歌曲《我就是我》         |
| 克里斯多夫·華肯                             | 頒發最佳原創音樂                               |
| 艾蜜莉·布朗 林-曼努爾·米蘭達                | 頒發最佳原創歌曲                               |
| 珍妮佛·嘉納                                 | 緬懷環節開場                                   |
| 艾瑪·史東                                   | 頒發最佳導演                                   |
| 珍·芳達 海倫·米蘭                           | 頒發最佳男主角                                 |
| 茱蒂·佛斯特 珍妮佛·勞倫斯                   | 頒發最佳女主角                                 |
| 華倫·比提 費·唐娜薇                         | 頒發最佳影片                                   |

### 表演嘉賓
| 姓名                                      | 角色       | 表演                                 |
| ----------------------------------------- | ---------- | ------------------------------------ |
| 哈羅德·惠勒                               | 編曲、指揮 | 現場管弦樂                           |
| 瑪麗·布萊姬                               | 表演者     | 《泥沼》歌曲《浩瀚之河》             |
| 蓋爾·賈西亞·貝納 馬吉爾 娜塔麗婭·拉佛卡德 | 表演者     | 《可可夜總會》歌曲《請記住我》       |
| 蘇揚·史蒂文斯                             | 表演者     | 《以你的名字呼喚我》歌曲《愛的奧秘》 |
| 安德拉·戴 凡夫俗子                        | 表演者     | 《黑白正義》歌曲《為某些事挺身而出》 |
| 凱拉·塞特爾                               | 表演者     | 《大娛樂家》歌曲《我就是我》         |
| 艾迪·維達                                 | 表演者     |                                      |

## 提名與獲獎個人紀錄
- 瑪麗·布萊姬 - 因《泥沼》入圍最佳女配角與最佳原創歌曲2個獎項，是首位在同一年入圍演技獎和詞曲獎的人[21]。
- 葛莉塔·潔薇 - 以《淑女鳥》入圍最佳導演，成為第5位此獎項的女性入圍者[22][23]。
- 詹姆士·艾佛利 - 因《以你的名字呼喚我》獲得最佳改編劇本，以89歲成為奧斯卡影史上最年長的得獎者，同時也是最年長的男性入圍者[24][25]。
- 蕾切爾·莫里森（英语：Rachel Morrison） - 因《泥沼》成為首位最佳攝影的女性入圍者[26]。
- 克里斯多夫·柏麥 - 以《金錢世界》入圍最佳男配角，以88歲成為最年長的演技獎項入圍者。2012年，柏麥以新手人生奪得最佳男配角，亦為演技獎最年長的得獎者[27]。
- 安妮·華達 - 以《最酷的旅伴》入圍最佳紀錄長片，因89歲而成為奧斯卡影史上最年長的入圍者[28][註 1]。

## 典礼资讯

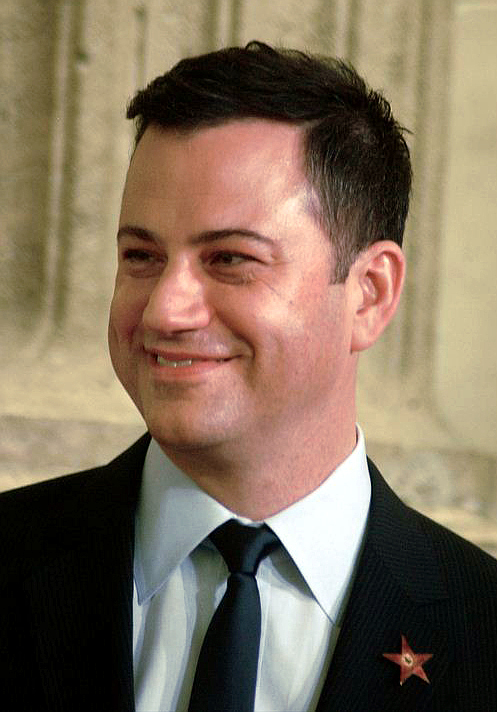
吉米·坎摩尔為第90届奥斯卡金像奖的主持。

虽然去年颁奖典礼的口碑褒贬不一，学院还是连续第二年聘请麥克·迪·盧卡与珍妮佛·陶德担任制片人。2017年5月，吉米·坎摩尔据宣布将回归，连续第二年担任主持。再度被选为典礼司仪，坎摩尔表示他很震惊：“主持奥斯卡算是我职业生涯的一大亮点，很感谢谢丽尔（学院主席）和唐恩（执行制片），也谢谢学院让我回归，和我最喜欢的两个人迈克·迪·卢卡和珍妮佛·陶德共事。如果你觉得我们会搞砸今年的结尾，请坐等，直到你看到我们为90周年的节目计划了什么！”吉米十分卖力地宣传典礼，拍摄了多则广告，还在他的脱口秀节目中讨论。
2017年2月4日，据宣布典礼和奥斯卡暖场秀的时间将会变更，由于转播时间比之前提前了半个小时。本届提名揭晓仪式出现了佩麗冉卡·曹帕拉、罗莎里奥·道森、盖尔·加朵、莎瑪·希恩、米歇尔·罗德里格兹、佐伊·索尔达娜、莫莉·香侬、瑞贝尔·威尔森和杨紫琼分别献映的展现各奖项特色的小短片。
依照往届传统，上一届的最佳男主角一般在下一届颁发最佳女主角奖，但去年的影帝卡西·阿弗莱克身陷性骚扰官司，他不打算出席典礼。茱蒂·佛斯特和詹妮弗·劳伦斯顶替他发奖。最佳男演员奖由简·方达和海伦·米伦颁发。自颁错奖后，华伦·比提和费·唐娜薇今年再度颁发最佳影片奖。

### 影后奖杯被偷
舞会后不久，影后弗朗西丝·麦克多曼德的奖杯被一名持有典礼后晚会门票的男子特瑞·布莱恩特（Terry Bryant）偷走，15分钟奖杯被找回。布莱恩特自己拿着奖杯拍了短视频，还告诉其他客人自己是得奖者。之后大厨沃尔夫冈·帕克的摄影师认得布莱恩特不是得奖者，当场将他拿下，将奖杯还给了影后。学院发表声明：“最佳女演员奖得主弗朗西丝·麦克多曼德在昨晚的舞会中和她的奥斯卡奖短暂分别后，高兴地重聚。据称小偷被一名摄影师、我们身手敏捷的学院会员及保安团队拿下。”尽管麦克多曼德同意放过布莱恩特，他还是被洛杉矶警察局逮捕，被控以偷窃重罪。在星期三的听证会上，法官裁定“他没有弃保潜逃的风险”，判他无需缴纳保释释放，他将于2018年3月28日出庭。

### 提名电影票房表现
| 影片                   | 提名揭晓前 （即1月23日前） | 提名揭晓后 （即1月23日到3月4日） | 奖项揭晓后 （即3月5日之后） | 总计    |
| ---------------------- | -------------------------- | -------------------------------- | --------------------------- | ------- |
| 《敦刻尔克》           | 1.88亿                     | –                                | –                           | 1.88亿  |
| 《逃出绝命镇》         | 1.757亿                    | 353,795                          | –                           | 1.76亿  |
| 《华盛顿邮报》         | 4580万                     | 3310万                           | 160,464                     | 8060万  |
| 《水形物语》           | 3040万                     | 2490万                           | 613,427                     | 5810万  |
| 《至暗时刻》           | 4110万                     | 1340万                           | 137,020                     | 5570万  |
| 《三块广告牌》         | 3230万                     | 1790万                           | 317,969                     | 5280万  |
| 《飞鸟小姐》           | 3920万                     | 810万                            | 108,460                     | 4840万  |
| 《魅影缝匠》           | 640万                      | 1240万                           | 95,226                      | 2030万  |
| 《请以你的名字呼唤我》 | 940万                      | 680万                            | –                           | 1700万  |
| 总计                   | 5.682亿                    | 1.165亿                          | –                           | 6.964亿 |
| 片均                   | 6310万                     | 1410万                           | 159,174                     | 7740万  |

截至2018年1月23日提名揭晓，九部最佳影片提名作品北美地区票房共计5.682亿美元，片均6310万美元。其中，《敦克爾克大行動》票房最高，达1.88亿。《逃出绝命镇》1.756亿位列第二，之后依次为《华盛顿邮报》（4570万）、《至暗时刻》（4100万）、《飞鸟小姐》（3910万）、《三块广告牌》（3220万）、《水形物语》（3040万）、《请以你的名字呼唤我》（910万）和《魅影缝匠》（630万）。36部提名作品中，有15部登上年度电影票房50强榜，其中只有《寻梦环游记》（第12位）、《金刚狼3：殊死一战》（第15位）、《敦刻尔克》（第18位）、《逃出绝命镇》（第16位）、《娃娃老板》（第19位）和《公牛历险记》（第35位）获最佳影片、最佳动画长片获导演、表演或编剧类奖项提名。其他获得提名的50强有《星球大战：最后的绝地武士》（第1位）、《美女与野兽》（第2位）、《银河护卫队2》（第8位）、《金刚：骷髅岛》（第17位）、《猩球崛起3：终极之战》（第20位）、《奇迹男孩》（第33位）、《马戏之王》（第29位）、《极盗车神》（第41位）和《银翼杀手2049》（第36位）。

### 专业评价与收视率
节目获得媒体褒贬不一的评价。评论家认为典礼和坎摩尔的主持中规中矩。《华盛顿邮报》的汉克·斯图艾佛写道：“坎摩尔连续第二年亮相，转播除了要尖刻可靠，什么都不需要，幽默的主持人的表现掌控大局、能言善道，最出色的是——我忘记了。我们不是在缔造娱乐圈的历史，只不过是试着读过又一个奥斯卡之夜罢了。”《Vulture》的大卫·埃德尔斯坦写道：“这是我所看过的最出色、最鼓舞人心、最纯粹受欢迎的奥斯卡奖转播，它在实际奖项方面也是最令人失望的。”《名利场》的理查德·劳森（Richard Lawson）写道：“贵为主持，坎摩尔处理得小心谨慎且恰当......总而言之，星期天典礼的表现令人敬佩，承认了围绕在旁的所有动荡，同时保留了愚蠢廉价的包袱，我们许多人都是冲着这些转台看奥斯卡的。”美国有线电视新闻网的布里安·劳利（Brian Lowry）打趣道：“奥斯卡是一头身强体壮的猛兽，总之试着讨好许许多多的大人物。尽管目的是在今年的整个典礼期间，始终保持庆祝基调，既不忽视外部世界，也不冷落房间中的大佬们，主持吉米·坎摩尔和典礼本身非常成功。”
不过其他人的评论更尖刻。《综艺》的莫琳·瑞恩表示：“所有事情都考虑到了，节目气氛还是或多或少地低调。一般来说，节目要花上两个小时才能起到麻木的效果，不过，尽管吉米·坎摩尔表现出色，星期天转播的开场还是让人觉得有点迟钝和疲乏。”《纽约时报》电视评论詹姆斯·波尼沃兹表示：“尽管目前好莱坞动荡不安，典礼还是主要集中在表面的庆祝和闪光上。处在耀眼的舞台中，典礼似乎被封印在巨大的空间中。臃肿是老大难问题，问题当然是表演的每一个部分都有受众。”《娱乐周刊》的达伦·芬奇（Darren Franich）写道：“我们从今年的奥斯卡中得到了什么乐趣？！确实是又长又臭的表演，但从哪剪呢？”Deadline.com格雷格·伊万斯（Greg Evans）：“长达四个小时的节目有没有容纳奥斯卡史上的所有时刻？恐怕没有。”《旧金山纪事报》大卫·魏格丹（David Wiegand）：“即便希望拍掌的噪音把观众留在家中，吵醒剧场中的人，除了老戏骨们的入场，其他的毫无亮点。”《俄勒冈人报》专栏作家克里斯蒂·腾奎斯特（Kristi Turnquist）写道：“值得尊敬吗？当然了。这是不是一届沉闷、严肃的奥斯卡颁奖典礼？没错，有点。”
今年奧斯卡平均收視人口僅2650萬人，與去年相比下降了16%，這是自1974年首次由尼爾森收視調查進行統計以來，奧斯卡頒獎典禮平均收視人口首度跌破3000萬，創下歷史新低，去年雖然也曾創下歷史新低，但仍有3300萬人收看。最终收视率公布后，美国总统唐纳德·特朗普发布推文：“奥斯卡‘史上’最低收视率！问题是，我们再也没有明星了——除了你们的总统（开玩笑而已，别当真）！”坎摩尔则反击：“谢谢你！‘史上’民望最低的总统。”

## 致敬
今年的致敬环节由珍妮佛·嘉納主持，艾迪·維達翻唱了湯姆·佩蒂的歌曲《金屋淚》，共有44名已故演员登场。以下人士按出场先后顺序排列：
- 約翰·艾維森 – 导演
- 托尼·安·沃克 – 发型师
- 瓊·福雷 – 配音演员
- 沃特·莱斯利（英语：Walter Lassally） – 放映技术员
- 查克·贝里 – 唱作歌手
- 罗伯特·奥斯本（英语：Robert Osborne） – 编剧、专栏作家、电视主持
- 吉尔·梅赛克（英语：Jill Messick） – 制片人
- 哈里·迪恩·斯坦頓 – 演员
- 泰伦斯·马什（英语：Terence Marsh） – 布景师
- 丽塔·里格斯（英语：Rita Riggs） – 服装设计
- 玛丽·戈德伯格 – 选角导演
- 安东尼·哈维（英语：Anthony Harvey） – 导演、剪辑
- 德海斯·德佩 – 制作设计
- 黛博拉·沙斯诺夫（英语：Debra Chasnoff） – 纪录片导演
- 約翰·約翰森 – 作曲
- 強納森·德米 – 导演
- 迈克尔·巴尔蒙斯（英语：Michael Ballhaus） – 摄影执导
- 雷斯·拉扎罗维茨 – 混音
- 伊德里萨·乌埃德拉奥戈（英语：Idrissa Ouedraogo） – 编剧、导演
- 乔·海姆斯（英语：Joe Hyams） – 公关
- 約翰·赫德 – 演员
- 马丁·兰道 – 演员
- 格伦妮·海德利 – 演员
- 埃里克·桑布鲁宁（英语：Eric Zumbrunnen） – 电影剪辑
- 罗杰·摩尔 – 演员
- 山姆·谢泼德 – 编剧、演员
- 埃里森·夏尔默（英语：Allison Shearmur） – 制片、执行人员
- 约翰·莫罗（英语：John Mollo） – 服装设计
- 珍妮·摩露 – 演员、导演
- 洛伦·雅內斯（英语：Loren Janes） – 特技演员
- 喬治·安德魯·羅梅羅 – 导演、制片
- 兰斯·霍华 – 演员
- 詩麗黛瑋 – 演员
- 中島春雄 – 演员
- 马丁·兰索霍夫（英语：Martin Ransohoff） – 制片
- 姚志丽 – 演员
- 罗恩·贝克莱 – 化妆艺人
- 约瑟夫·博洛尼亚（英语：Joseph Bologna） – 演员、编剧
- 佛瑞德·J·科內坎普（英语：Fred J. Koenekamp） – 摄影
- 莫瑞·勒纳（英语：Murray Lerner） – 纪录片导演
- 唐·里柯斯 – 喜剧演员
- 铃木清顺 – 导演
- 伯尼·凯西（英语：Bernie Casey） – 演员
- 沙希·卡浦爾 – 演员、制片
- 托马斯·桑德斯（英语：Thomas E. Sanders） – 布景师
- 丹妮爾·黛麗尤 – 演员
- 杰拉德·格林伯格（英语：Gerald B. Greenberg） – 电影剪辑
- 布拉德·格雷（英语：Brad Grey） – 执行制片、经理人
- 米瑞雅姆·科隆（英语：Miriam Colon） – 演员
- 路易斯·巴卡洛夫（英语：Luis Bacalov） – 作曲
- 傑利·路易斯 – 喜剧演员、导演、编剧

## 備註
1. ↑  安妮·華達比詹姆士·艾佛利早8天出生